# Aprosthema pachycephalum
Aprosthema pachycephalum is een vliesvleugelig insect uit de familie van de Argidae. De wetenschappelijke naam van de soort is voor het eerst geldig gepubliceerd in 1937 door Zirngiebl.